# État de force (film, 1996)
Pour les articles homonymes, voir État de force (homonymie).
 (janvier 2024).
Si vous disposez d'ouvrages ou d'articles de référence ou si vous connaissez des sites web de qualité traitant du thème abordé ici, merci de compléter l'article en donnant les références utiles à sa vérifiabilité et en les liant à la section « Notes et références ».
Pour plus de détails, voir Fiche technique et Distribution.
État de force est un film américain, sorti en 1996 et réalisé par Bruno Barreto. Il est basé sur le roman Nord Michigan (Farmer, en version originale) de Jim Harrison. Le film met en vedette Dennis Hopper, Amy Irving, Gary Busey et Amy Locane.

## Synopsis
Joseph Svenden est un instituteur d'âge moyen qui vit dans une ferme, avec sa mère mourante. Dans sa vie simple et monotone, il n’y a aucune excitation, même dans sa relation de longue date avec une veuve. Cependant, lorsqu'une belle jeune fille de 17 ans s'inscrit dans sa classe, la vie prend une tournure inattendue. Elle monte son cheval et elle le séduit ensuite. Ils entretiennent une relation furtive qui le laisse déchiré entre la passion et le fait de savoir qu'il fait quelque chose de mal. Lorsque son indiscrétion déclenche l’inévitable scandale, de nombreuses réactions s’ensuivent.

## Fiche technique
- Titre français : État de force
- Titre original : Carried Away
- Réalisation : Bruno Barreto
- Scénario : Jim Harrison (roman), Ed Jones (adaptation)
- Montage : Russ Brandt
- Photographie : Declan Quinn
- Musique : Bruce Broughton, Jack Fulton
- Production : Paul Hertzberg, Amy Irving
- Société de production : New Line Cinema, CineTel Films
- Pays d'origine : États-Unis
- Société de distribution : Fine Line Features
- Format : Couleurs - 35 mm - 1,85:1 - Mono
- Genre : Drame, romance
- Durée : 109 minutes
- Date de sortie : 29 mars 1996

## Distribution
- Dennis Hopper : Joseph Svenden
- Todd Duffey : Joseph Svenden, jeune
- Amy Irving : Rosealee Henson
- Amy Locane : Catherine Wheeler
- Julie Harris : la mère de Joseph Svenden
- Gary Busey : major Nathan Wheeler
- Hal Holbrook : docteur Evans
- Christopher Pettiet : Robert Henson
- Priscilla Pointer : Lily Henson
- Gail Cronauer : Beverly
- Connie Cooper : Charlotte
- Eleese Lester : Marie
- Doug Jackson : Frank

## Production
Bruno Barreto dirige sa femme, Amy Irving, au cours du film.